# 34e Primetime Emmy Awards
De 34e Primetime Emmy Awards, waarbij prijzen werden uitgereikt in verschillende categorieën voor de beste Amerikaanse televisieprogramma's die in primetime werden uitgezonden tijdens het televisieseizoen 1981-1982, vond plaats op 19 september 1982 in het Pasadena Civic Auditorium in Pasadena (Californië).

## Winnaars en nominaties - televisieprogramma's
(De winnaars staan bovenaan in vet lettertype.)

#### Dramaserie
(Outstanding Drama Series)
- Hill Street Blues
  - Dynasty
  - Fame
  - Lou Grant
  - Magnum, P.I.

#### Komische serie
(Outstanding Comedy Series)
- Barney Miller
  - Love, Sidney
  - M*A*S*H
  - Taxi
  - WKRP in Cincinnati

#### Miniserie
(Outstanding Limited Series)
- Marco Polo
  - Brideshead Revisited
  - Flickers
  - Oppenheimer
  - A Town Like Alice

#### Varieté-, Muziek- of komische show
(Outstanding Variety, Music or Comedy Program)
- Night of 100 Stars
  - Ain't Misbehavin'
  - SCTV Network 90
  - The American Film Institute Salute to Frank Capra
  - Baryshnikov in Hollywood

## Winnaars en nominaties - acteurs

### Hoofdrollen

#### Mannelijke hoofdrol in een dramaserie
(Outstanding Lead Actor in a Drama Series)
- Daniel J. Travanti als Frank Furillo in Hill Street Blues
  - Edward Asner als Lou Grant in Lou Grant
  - John Forsythe als Blake Carrington in Dynasty
  - James Garner als Bret Maverick in Bret Maverick
  - Tom Selleck als Thomas Magnum in Magnum, P.I.

#### Mannelijke hoofdrol in een komische serie
(Outstanding Lead Actor in a Comedy Series)
- Alan Alda als Capt. Benjamin Franklin Pierce in M*A*S*H
  - Robert Guillaume als Benson DuBois in Benson
  - Judd Hirsch als Alex Reiger in Taxi
  - Hal Linden als Capt. Barney Miller in Barney Miller
  - Leslie Nielsen als Lieutenant Frank Drebin in Police Squad!

#### Mannelijke hoofdrol in een miniserie
(Outstanding Lead Actor in a Limited Series or a Special)
- Mickey Rooney als Bill Sackter in Bill
  - Anthony Andrews als Sebastian Flyte in Brideshead Revisited
  - Jeremy Irons als Charles Ryder in Brideshead Revisited
  - Philip Anglim als John Merrick in The Elephant Man
  - Anthony Hopkins als Jean Louis Chavel in Hallmark Hall of Fame

#### Vrouwelijke hoofdrol in een dramaserie
(Outstanding Lead Actress in a Drama Series)
- Michael Learned als Mary Benjamin in Nurse
  - Debbie Allen als Lydia Grant in Fame
  - Veronica Hamel als Joyce Davenport in Hill Street Blues
  - Michele Lee als Karen Fairgate in Knots Landing
  - Stefanie Powers als Jennifer Hart in Hart to Hart

#### Vrouwelijke hoofdrol in een komische serie
(Outstanding Lead Actress in a Comedy Series)
- Carol Kane als Simka Dahblitz-Gravas in Taxi
  - Nell Carter als Nell Harper in Gimme a Break!
  - Bonnie Franklin als Ann Romano in One Day at a Time
  - Swoosie Kurtz als Laurie Morgan in Love, Sidney
  - Charlotte Rae als Edna Garrett in The Facts of Life
  - Isabel Sanford als Louise Jefferson in The Jeffersons

#### Vrouwelijke hoofdrol in een miniserie
(Outstanding Lead Actress in a Limited Series or a Special)
- Ingrid Bergman als Golda Meir in A Woman Called Golda
  - Jean Stapleton als Eleanor Roosevelt in Eleanor, First Lady of the World
  - Ann Jillian als Mae West in Mae West
  - Cicely Tyson als Marva Collins in Hallmark Hall of Fame
  - Glenda Jackson als Patricia Neal in The Patricia Neal Story

### Bijrollen

#### Mannelijke bijrol in een dramaserie
(Outstanding Supporting Actor in a Drama Series)
- Michael Conrad als Phil Esterhaus in Hill Street Blues
  - Taurean Blacque als Neal Washington in Hill Street Blues
  - Charles Haid als Andy Renko in Hill Street Blues
  - Michael Warren als Officer Bobby Hill in Hill Street Blues
  - Bruce Weitz als Michael "Mick" Belker in Hill Street Blues

#### Mannelijke bijrol in een komische serie
(Outstanding Supporting Actor in a Comedy Series)
- Christopher Lloyd als Jim Ignatowski in Taxi
  - Danny DeVito als Louie De Palma in Taxi
  - Ron Glass als Detective Ron Harris in Barney Miller
  - Steve Landesberg als Arthur Dietrich in Barney Miller
  - Harry Morgan als Sherman T. Potter in M*A*S*H
  - David Ogden Stiers als Charles Emerson Winchester III in M*A*S*H

#### Mannelijke bijrol in een miniserie
(Outstanding Supporting Actor in a Limited Series or a Special)
- Laurence Olivier als Lord Marchmain in Brideshead Revisited
  - John Gielgud als Edward Ryder in Brideshead Revisited
  - Derek Jacobi als Adolf Hitler in Inside the Third Reich
  - Jack Albertson als Poppa MacMahon in My Body, My Child
  - Leonard Nimoy als Morris Meyerson in A Woman Called Golda

#### Vrouwelijke bijrol in een dramaserie
(Outstanding Supporting Actress in a Drama Series)
- Nancy Marchand als Margaret Pynchon in Lou Grant
  - Barbara Bosson als Fay Furillo in Hill Street Blues
  - Julie Harris als Lilimae Clements in Knots Landing
  - Linda Kelsey als Billie Newman in Lou Grant
  - Betty Thomas als Lucille Bates in Hill Street Blues

#### Vrouwelijke bijrol in een komische serie
(Outstanding Supporting Actress in a Comedy Series)
- Loretta Swit als Margaret Houlihan in M*A*S*H
  - Eileen Brennan als Doreen Lewis in Private Benjamin
  - Marla Gibbs als Florence Johnston in The Jeffersons
  - Andrea Martin als Various Characters in Second City Television
  - Anne Meara als Veronica Rooney in Archie Bunker's Place
  - Inga Swenson als Gretchen Wilomena Kraus in Benson

#### Vrouwelijke bijrol in een miniserie
(Outstanding Supporting Actress in a Limited Series or a Special)
- Penny Fuller als Mrs. Kendal in The Elephant Man
  - Claire Bloom als Lady Marchmain in Brideshead Revisited
  - Vicki Lawrence als Thelma Harper in Eunice
  - Rita Moreno als Rosella DeLeon in Portrait of a Showgirl
  - Judy Davis als Young Golda in A Woman Called Golda